# Hassan Gouzi
Hassan Gouzi – tunezyjski zapaśnik walczący w stylu wolnym. Zajął siódme miejsce na igrzyskach śródziemnomorskich w 2001. Srebrny medalista mistrzostw Afryki w 2001 roku.